# Palmeirais
Palmeirais este un oraș în Piauí (PI), Brazilia.